# 山田耕三
山田耕三（やまだ こうぞう、1977年6月25日 - ）は、日本の実業家、プロデューサー。Digital Entertainment Asset Pte. Ltd. Founder / CO CEO、株式会社つくりば取締役。

## 来歴
1977年、兵庫県西宮市に生まれる。東京大学法学部卒。
2002年、テレビ東京入社。制作局にてバラエティ番組を中心に様々な番組制作を担当。2018年1月独立。株式会社つくりばを設立。テレビ／ネットにまたがるエンターテイメント全般のプロデュースを手掛ける。
2018年、Digital Entertainment Asset Pte. Ltd.を設立。